# Евлампия Романова
Евла́мпия Андре́евна Рома́нова (сокр. Ла́мпа) — литературный персонаж серии «иронических детективов» Дарьи Донцовой, частный детектив.

## История создания
По словам Дарьи Донцовой, у Евлампии Романовой «мои собаки и мои дети». Евлампия очень похожа на другую героиню, Дашу Васильеву, но менее обеспечена, чем она. Прототипом подруги Евлампии, Кати, послужила подруга Донцовой Оксана. С другой стороны, на вопрос «откуда вы черпаете образы для своих героев?», Донцова ответила: «У меня нет ответа на этот вопрос, я сама не знаю. Я вру и получаю за это деньги». То, что Евлампия постоянно готовит, вдохновило Донцову на написание кулинарной книги с рецептами её героини и других персонажей.

## Биография персонажа
Ефросинья Романова родилась в 1963 году в Москве. Настоящее имя Евлампии Романовой — Ефросинья Андреевна Романова. Псевдоним «Евлампия» Фрося решила взять из-за событий, произошедших с ней в книге «Маникюр для покойника».
Евлампия Романова — частный детектив. Когда-то закончила консерваторию, играла на арфе. Росла в семье отца-генерала и мамы-оперной певицы. В школе Евлампия училась плохо. Школьных друзей не имела. Начиная с первого класса, постоянно всячески болела. Когда Фросе было 17 лет, умер её отец. Получив музыкальное образование, Ефросинья устроилась на работу в филармонию. В месяц выходило пять-шесть концертов. После распада СССР Ефросинья оказалась невостребованной как музыкант, и её мама стала для неё искать жениха. Им, по её мнению, оказался Михаил Громов. Он приходился племянником ближайшей подруге мамы Евлампии — Аделаиде Максимовне.
Выйдя замуж за предпринимателя Михаила Громова, Евлампия почти не выходила из дома, поскольку муж сознательно делал из неё ипохондрика.

## Близкие и друзья
- Макс Вульф — второй муж Евлампии Романовой. Заядлый шутник. Познакомился с Евлампией в книге «Император деревни Гадюкино». Свадьба Макса и Лампы состоялась в книге «Бабочка в гипсе».

Первое появление: «Император деревни Гадюкино» (книга).
- Екатерина Андреевна Романова — подруга Евлампии Романовой. Родилась в 1961 году. Мать Екатерины — Анна Ивановна. Екатерина работает хирургом. Худощавая блондинка. Имеет большие голубые глаза и коротко стриженные пряди. Познакомилась с Евлампией в книге «Маникюр для покойника». В этой же книге была похищена первым мужем Евлампии — Михаилом Громовым. Имеет двух детей: Сергея и Кирилла. Из-за совпадающих отчеств и фамилий её иногда принимают за сестру Евлампии.

Первое появление: «Маникюр для покойника».
- Владимир Иванович Костин — лучший друг Евлампии Романовой. Майор милиции. Дружит с коллегой, следователем Ярославом Самоненко. Познакомился с Евлампией в книге «Маникюр для покойника». Не любит, когда Евлампия расследует преступления. Честный мент, не берет взятки. Часто меняет любовниц, которых называет «киски». В книге «Канкан на поминках» Володю Костина посадили в тюрьму по подозрению в убийстве женщины, но Евлампии удалось ему помочь. В книге «Камасутра для Микки-Мауса» майор женился на Нате. В той же книге с ней развёлся. Эта женитьба вовлекла Евлампию в новое расследование.

Первое появление: «Маникюр для покойника».
- Елизавета Романова — дочь писателя Кондрата Разумова, к которому Евлампия нанялась домработницей. Вскоре писателя убили, а Лампа оформила опеку над девочкой. Также Лиза получила новую фамилию.

Первое появление: «Гадюка в сиропе».
- Андрей — отец Евлампии Романовой. Родился в 1912 году. Умер в 1978. Профессор, кандидат наук. Ему был пятьдесят один год, когда на свет появилась Лампа.
- Ольга Петровна Романова  — мама Евлампии Романовой. Родилась в 1922 году. Умерла в 1991. Оперная певица. Женщина серьёзная, без чувства юмора. Младше мужа на десять лет. Воспитывала Евлампию, всячески оберегая и остерегая от всего.
- Сергей Романов  — Старший сын Екатерины Романовой. Родился в 1975 году. В книге «Маникюр для покойника» рассказывается история его появления. Он не родной сын Екатерины.
- Кирилл Романов  — Младший сын Екатерины Романовой (не родной). В книге «Созвездие жадных псов» хотел сменить имя на Ричард, что привело к непредсказуемым последствиям и вовлекло Евлампию в новое расследование. Позже решил остаться Кириллом.
- Юлия Романова — жена Сергея Романова.

## Прочие знакомые
- Михаил Анатольевич Громов  — первый муж Евлампии, тогда Ефросиньи. Где-то в тридцать лет, со своим ближайшим другом Лёшей, стал заниматься торговлей компьютерами. Офис помещался в одной комнате. Работал в фирме «Вихрь», торговал поддельными лекарствами. Когда был женат на Ефросинье, они имели квартиру, дачу, две машины. Младше Лампы на шесть лет. В тридцать шесть лет Евлампия ушла от него, а затем подала на развод («Маникюр для покойника»). Был арестован. Дальнейшая судьба неизвестна.
- Юрий Соколов  — старый приятель Евлампии. Пианист. Юрий и Лампа учились когда-то вместе в консерватории. Оба испытывали нежные чувства друг к другу. Юрий на три года старше Лампы. Принимает всяческие таблетки для похудения. Вновь встретился с Лампой в книге «Маникюр для покойника». Однако так и не узнал, что перед ним та самая Фрося.
- Наталья  — домработница в доме Громова и Лампы.
- Татьяна Молотова  — любовница Михаила Громова. Беременна от Михаила. Именно из-за неё Евлампия ушла от Михаила и пыталась покончить жизнь самоубийством.
- Казин Андрей Константинович — сводный брат Лизы Романовой. Занимался нелегальным бизнесом по угону и разборке автомобилей, но сейчас все его дела законны. Живёт один в роскошной квартире, любит животных. Разговаривает на специфическом бандитском сленге, от чего его отучивает Евлампия. Очень тепло относится к Евлампии, любит Лизу.
- Гаврюшина Мария — подруга Лизы, троечница, все родственники Маши работают в цирке. Хочет стать акробатом.

## Места работы Евлампии
1. Экономка в семье писателя («Гадюка в сиропе»)
2. Детективное агентство «Алиби» («Обед у людоеда»)
3. Детективное агентство «Шерлок»
4. Радио «Бум» («Нош-па на троих»)
5. Детективное агентство «Лисица»
6. Детективное агентство «АКР»
7. Играла в театре «Лео» («Любовь-морковь и третий лишний»)
8. Уборщица в фитнес-клубе «Страна здоровья» («Камасутра для Микки-Мауса»)
9. Преподаватель музыки в детском саду («Канкан на поминках»)
10. Домработница в доме Исидора («Шоппинг в воздушном замке»)

## Животные Лампы
Долгое время не заводила животных, так как считала, что имеет аллергию на шерсть. Встреча с Екатериной Романовой изменила отношение Лампы к животным. Оказалось, что и аллергии никакой нет. В доме Екатерины Романовой обитает жаба Гертруда, мопсы Муля и Ада, стаффордширская терьерица Рейчел, двортерьер Рамик, чёрно-рыжая кошка Семирамида, кот Клаус и кошка Пингвинка (Пингва). В книге «Хождение под мухой» в квартире Романовых также обитала вараниха Люся. Три хомяка — Кеша, Петя и Леонардо. В книге «Синий мопс счастья» Евлампия приобретает двух новых мопсят: Феню и Капу. Кроме них, в доме Романовых, находится ещё много животных. Когда Лампа стала жить с Максимом, они завели новых мопсят — Зефирку и Мусю. Кстати, кошки где-то в 13-14 книге исчезают. После этого пишут, что у Романовых только собаки, и объясняется это тем, что Рейчел (стафф), не терпит кошачьих.

## Личная жизнь
- Первый муж Евлампии — Михаил Громов оказался преступником. Держал в своём доме в плену Екатерину Романову.
- Второй муж Евлампии — Максим Вульф, заядлый шутник и весельчак.
- В книге «Хождение под мухой» Евлампию сватали Воронкову Льву Петровичу, но оказалось, что объявление в газету дала Капа.

## Список книг о Евлампии Романовой
1. «Маникюр для покойника»
2. «Покер с акулой»
3. «Сволочь ненаглядная»
4. «Гадюка в сиропе»
5. «Обед у людоеда»
6. «Созвездие жадных псов»
7. «Канкан на поминках»
8. «Прогноз гадостей на завтра»
9. «Хождение под мухой»
10. «Фиговый листочек от кутюр»
11. «Камасутра для Микки-Мауса»
12. «Квазимодо на шпильках»
13. «Но-шпа на троих»
14. «Синий мопс счастья»
15. «Принцесса на Кириешках»
16. «Лампа разыскивает Аладдина»
17. «Любовь-морковь и третий лишний»
18. «Безумная кепка Мономаха»
19. «Фигура лёгкого эпатажа»
20. «Бутик ежовых рукавиц»
21. «Золушка в шоколаде»
22. «Нежный супруг олигарха»
23. «Фанера Милосская»
24. «Фэн-шуй без тормозов»
25. «Шоппинг в воздушном замке»
26. «Брачный контракт кентавра»
27. «Император деревни Гадюкино»
28. «Бабочка в гипсе»
29. «Ночная жизнь моей свекрови»
30. «Королева без башни»
31. «В постели с Кинг-Конгом»
32. «Чёрный список деда Мазая»
33. «Костюм Адама для Евы»
34. «Добрый доктор Айбандит»
35. «Огнетушитель Прометея»
36. «Белочка во сне и наяву»
37. «Матрёшка в перьях»
38. «Маскарад любовных утех»
39. «Шуры-муры с призраком»
40. «Корпоратив королевской династии»
41. «Имидж напрокат»
42. «Гороскоп птицы Феникс»
43. «Пряник с чёрной икрой»
44. «Пятизвёздочный теремок»
45. «Коррида на раздевание»
46. «Леди Несовершенство»
47. «Гиблое место в ипотеку»
48. «Большой куш нищей герцогини»
49. «Жираф - гроза пингвинов»
50. «Вещие сны Храпунцель»
51. «Хорошие манеры Соловья-разбойника»
52. «Мамаша Бармалей»
53. «Девочка Красная Тапочка»
54. «Коронная роль Козы-дерезы»
55. «Малютка Интрига»
56. «Государыня Криворучка»
57. «Витязь в розовых штанах»
58. «Ошибка Девочки-с-пальчик»
59. «Чудо-Юдо на охоте»
60. «Кружок экстремального вязания»
61. «Такси до леса Берендея»

Рассказы вне цикла книг:
1. «Ключ от денег»
2. «Болтливый розовый мишка»

## Экранизация
В 2003 году вышел первый сезон сериала «Евлампия Романова. Следствие ведёт дилетант», в главной роли — Алла Клюка. В экранизацию вошли три фильма: «Маникюр для покойника», «Покер с акулой», «Сволочь ненаглядная». Каждый фильм состоит из четырех серий. Продолжительность фильма ~2 часа 50 минут. Сериал выходил на телеканале СТС.
В 2004 году выходит второй сезон сериала «Евлампия Романова. Следствие ведёт дилетант». С тем же актёрским составом. Список фильмов: «Гадюка в сиропе», «Обед у людоеда», «Созвездие жадных псов». Каждый фильм состоит из четырех серий. Продолжительность фильма ~2 часа 50 минут.
В 2006 году выходит последний сезон сериала «Евлампия Романова. Следствие ведёт дилетант». С тем же актёрским составом. Список фильмов: «Канкан на поминках», «Прогноз гадостей на завтра», «Хождение под мухой». Каждый фильм состоит из четырех серий. Продолжительность фильма ~2 часа 50 минут.
Образ Евлампии в фильмах полностью соответствовал ожиданиям самой Донцовой: «С Аллой Клюкой, которая играет Евлампию Романову, у меня не было вообще никаких вопросов. Когда она вошла, мне захотелось броситься к ней на шею и скорее познакомиться с Евлампией Романовой».

## Игры
По мотивам книг об Евлампии Романовой выпущена компьютерная игра в жанре квеста «Евлампия Романова: нежный супруг олигарха». По сюжету игры Евлампия ищет украденную старинную фишку из казино. Рецензенты отмечали сумбурность сюжета и традиционную для Донцовой тему — собаки и собачьи туалеты.

## Критика и восприятие
Взяв себе новое имя — Евлампия вместо Ефросинья — героиня меняет образ жизни; при этом сокращение, которым она пользуется в быту — Лампа — подчеркивает как повседневность образа самой героини, так и то, что книга о ней должна стать неотъемлемым атрибутом быта читателя. Биография героини способствуют самоотождествлению с ней: со своим консерваторским образованием и игрой на арфе она оказывается никому не нужной, она вынуждена бежать от мужа и оказывается на улице. Благополучный поворот судьбы героини внушает читательницам оптимизм. Образы героинь Донцовой, в том числе и Евлампии, основываются на характерном архетипе массовой культуры: «слабая» женщина становится активным участником детективной интриги (как, например, в сериале «Она написала убийство»).
Маркетологи отмечают, что неоднократное упоминание в романах о Евлампии Романовой бренда «Золотой петушок» является product placement и при общих тиражах книг около 1 миллиона оценивается как один из самых успешных проектов такого рода.
Рецензенты утверждают, что за наивностью Евлампии, как в русских сказках об Иване-дураке, скрывается здравый смысл. Другой обозреватель по поводу одной из книг о Евлампии Романовой охарактеризовал творчество Донцовой в целом, как «убаюкивающий массаж мозга инфантильного существа».

### Иск к издательству «Нева»
В Санкт-Петербурге была выпущена кулинарная книга «Рецепты кулинарной оптимистки», автором которой значилась некая «Лампа Романовна». Книга стала предметом иска на 1 миллион рублей со стороны издательства «Эксмо»: утверждалось, что оформление книги копирует кулинарную книгу самой Донцовой, а имя «автора» явно имеет в виду серию про Евлампию Романову. В 2006 году суд отказал издательству в иске, не усмотрев сходства в оформлении обложки; ходатайство об арбитраже в 2007 также не было удовлетворено.

### Иск Виктора Шендеровича
Роман «Император деревни Гадюкино» стал предметом иска со стороны сатирика Виктора Шендеровича. По его словам, название «деревня Гадюкино» было придумано им для скетча, который исполнял Геннадий Хазанов. В качестве возмещения сатирик потребовал 400 000 рублей. Суд отказался удовлетворить претензии Шендеровича, отметив, что название встречается в романе писателя П. В. Засодимского «Степные тайны» (1881) и также упоминается там иронически, как обозначение глухомани.

## Ошибки в книгах
Замеченные ошибки или противоречия:
1. Во всех книгах серии Лампа курила, хотя в книге «Камасутра для Микки-Мауса» утверждалось, что она не курит.
2. В книгах описывается подруга Романовых, у которой они берут мопсов Аду и Мулю. И мопсов они взяли двух сразу, так как им сказали, что «мопсы стайные собаки, и в одиночку скучают». Однако в книге «Камасутра для Микки-Мауса» говорится, что Мулю купили. А Аду взяли у соседки, так как та плохо с ней обращалась.
3. В книге «Нош-па на троих» пропадают кошки, которые жили у Романовых (кошек было три).
4. Странные события происходят с машиной Евлампии, с «Жигулями»: в книге «Фиговый листочек от кутюр» их полностью ремонтирует и переделывает Константин Михайлович, который пытается ухаживать за Лампой, в следующей книге машина опять «развалина» и её ремонтирует некий Артём, который врезался в Лампу, он же красит машину в красный цвет. Однако в последующих книгах это снова старые разваливающиеся «Жигули».
5. В книге «Маникюр для покойника» говорится, что Катя (мать Сережи и Кирюшки) не рожала. Сергея она забрала у отчима, а Кирюшку — у своей сестры, которая бросила его и уехала в Израиль. В книге «Лампа разыскивает Аладдина» говорится обратное — что Катя сама их родила.